# Рон Ділейні
Рональд Майкл Ділейні (англ. Ronald Michael Delany; нар. 6 березня 1935) — ірландський легкоатлет, який спеціалізувався в бігу на середні дистанції.

## Із життєпису
Олімпійський чемпіон-1956 з бігу на 1500 метрів.
На наступній Олімпіаді-1960 брав участь у бігу на 800 метрів, проте не пройшов далі чвертьфінальної стадії змагань.
Бронзовий призер чемпіонату Європи-1958 з бігу на 1500 метрів.
Переможець Літньої універсіади-1961 з бігу на 800 метрів.
Випускник Університету Вілланова.
Після завершення спортивної кар'єри (1962) працював у ірландській авіакомпанії «Aer Lingus», потім — майже 20 років — в ірландській поромній компанії. У 1998 заснував власний бізнес із спортивного маркетингу та консультування.

## Основні міжнародні виступи
| Рік  | Змагання         | Місто     | Місце | Дисципліна | Примітки         |
| ---- | ---------------- | --------- | ----- | ---------- | ---------------- |
| 1954 | Чемпіонат Європи | Берн      | 8     | 800 м      |                  |
| 1956 | Олімпійські ігри | Мельбурн  | 1     | 1500 м     | Відео на YouTube |
| 1958 | Чемпіонат Європи | Стокгольм | 3     | 1500 м     |                  |
| 1960 | Олімпійські ігри | Рим       | 3чф6  | 800 м      |                  |
| 1961 | Універсіада      | Софія     | 1     | 800 м      |                  |